# Reinhold Ritter
Reinhold Ritter (* 15. Februar 1903 in Servitut, Schlesien; † 11. September 1987 in Heidelberg) war ein deutscher Zahnarzt sowie Hochschullehrer.

## Leben
Reinhold Ritter wurde als Sohn des Försters Franz Ritter und Martha, geb. Niegel, in der oberschlesischen Ortschaft Servitut geboren. Er wandte sich nach abgelegtem Abitur dem Studium der Zahnmedizin in Breslau zu, das er mit dem Erwerb des akademischen Grades eines Dr. med. dent. abschloss. Nach mehreren Assistenzarztjahren erlangte Ritter 1935 den „Fachzahnarzt für Kieferorthopädie“. 1936 konnte er sich „Über die Frage der Vererbung von Anomalien der Kiefer und Zähne“ habilitieren. 1937 folgte die Ernennung zum Privatdozent für das Fach Zahn-, Mund- und Kieferheilkunde an der Universität Breslau. 1938 wurde er in Breslau auf Initiative seines Vorgesetzten Hermann Euler zum Leiter der Abteilung für Zahnerhaltung bestellt. Ab September 1939 leitete Ritter ferner die dortige Abteilung für „Zahnärztliche Prothetik und Orthodontie“. In dieser Zeit gelang es Ritter auch, das ausgesetzte Medizinstudium wieder aufzunehmen, das er 1940 mit dem Dr. med. abschloss. Es folgte die Ernennung zum außerplanmäßigen Professor in Breslau am 2. Juli 1943. Er wurde aus der amerikanischen Kriegsgefangenschaft im Februar 1946 entlassen. Im März 1946 fand er eine Anstellung als Lazarettleiter in Marburg, und im November wurde Ritter kommissarischer Leiter des dortigen Zahnärztlichen Instituts. Nach einem beschleunigten Entnazifizierungsverfahren wurde er im Mai 1947 auf die beamtete außerordentliche Professur für das gleiche Fach an die Universität Marburg berufen.
Im August 1951 nahm er das Angebot für die ordentliche Professur für Zahn-, Mund- und Kieferheilkunde an der Ruprecht-Karls-Universität Heidelberg wahr. Ritter, der dort zusätzlich die Leitung der Universitätsklinik und Poliklinik für Mund-, Zahn- und Kieferkranke innehatte. 1971 wurde er emeritiert.
Der mit dem Jahrespreis der Deutschen Gesellschaft für Zahn-, Mund- und Kieferheilkunde ausgezeichnete Reinhold Ritter wurde 1966 als ordentliches Mitglied in die Deutsche Akademie der Naturforscher Leopoldina aufgenommen.

## Mitgliedschaften in NS-Organisationen
Nach der Machtübergabe an die Nationalsozialisten wurde er 1934 Mitglied der Sturmabteilung (SA), wo er den Rang eines Sanitätsscharführers erreichte. Er beantragte am 1. Juni 1937 die Aufnahme in die NSDAP und wurde rückwirkend zum 1. Mai desselben Jahres aufgenommen (Mitgliedsnummer 4.659.089). Er gehörte auch dem Nationalsozialistischen Lehrerbund (NSLB), Nationalsozialistischen Deutschen Dozentenbund (NSDDB), dem Altherrenbund der Deutschen Studenten (NSAHB), der NSV und dem Reichsluftschutzbund an. Schon in früheren Arbeiten hatte er sich hinter die NS-Rassen- und -„Erbgesundheitslehre“ gestellt und deren Anwendung auf die Zahnheilkunde gefordert. Er publizierte 1939 gemeinsam mit dem Rassenhygieniker Wolfgang Lehmann eine Arbeit, die sich der „Stellung der Lippen-Kiefer-Gaumenspaltenträger“ im „Gesetz zur Verhütung erbkranken Nachwuchses“ (GzVeN) aus dem Jahre 1933 widmete. Es behandelte die „Unfruchtbarmachung“ vermeintlich „Erbkranker“, wobei „Spaltenträger“ nicht explizit aufgeführt waren. Ritter befürwortete jedoch in seinem Text die Zwangssterilisation „bei mutmaßlicher Erbbedingtheit“ mit Ausnahme der reinen „Hasenspaltenträger“.

## Schriften
- Gebißbeschädigungen durch Mensurverletzungen, Dissertation, Schreiber, 1928
- Über die Frage der Vererbung von Anomalien der Kiefer und Zähne: nach Studien an 126 Zweieiigen, 96 eineiigen Zwillingspaaren, einem Fall von Vierlingen, sowie Tierzuchtversuchen, Meusser, 1937
- Erbanlagen für Gebiß und Zähne. In: Band 4 von Handbuch der Erbbiologie des Menschen. J. Springer, 1940
- Erbpathologie der Lippen-Kiefer-Gaumenspalten. In: Band 4 von Handbuch der Erbbiologie des Menschen. J. Springer, 1940
- Die Entstehung von Gebissanomalien bei Kreuzung eines grosschädeligen mit einem kleinschädeligen Kaninchen und ihre peristatische Beeinflussung, 1941
- Veröffentlichungen aus dem Gebiet der Zahn-Mund-Kieferheilkunde. In: Lehrbuch der Zahnheilkunde. 1950
- Die Eingriffe an den Zähnen, Kiefern, Lippen und am Gaumen mit den dazu notwendigen prothetisch-orthopädischen Maßnahmen. In: Allgemeine und spezielle Operationslehre von Martin Kirschner, Band IV, Berlin, 1956